# Moraea lugubris
Moraea lugubris är en irisväxtart som först beskrevs av Richard Anthony Salisbury, och fick sitt nu gällande namn av Peter Goldblatt. Moraea lugubris ingår i släktet Moraea och familjen irisväxter. Inga underarter finns listade i Catalogue of Life.